# Pataki József (tanár)
Pataki József (Barcs, 1912. augusztus 15. – 1985. június 15.) középiskolai tanár, helytörténész, földrajztudós, természetjáró.

## Élete
Vasutas családba született; Barcson járt elemi iskolába, Szekszárdon a Garay János Gimnáziumban érettségizett, 1931-ben.
Pécsett, az Erzsébet Tudományegyetemen tanult tovább, történelem-földrajz szakon. A Sárköz népességtörténetéről írta doktori értekezését – ezzel a munkájával Kovács Imre nagyrabecsülését vívta ki. A Földrajzi Intézet adjunktusaként dolgozott. Később jogi végzettséget is szerzett.
A második világháborúban szovjet hadifogságba került, ott tanult meg oroszul. 1949-ben hazatért, a Garay János Gimnázium tanára, 1951–1953 között igazgatója lett. 1956. október végén – féltve őket – diákjait elkísérte egy felvonulásra: megtorlásul eltiltották a történelem tanításától; ezután kényszerűségből oroszt tanított, hasznosítva a fogsága idején szerzett nyelvtudását.
Szenvedélyes természetjáróként rendszeresen vezetett gyalogos és kerékpáros túrákat, még 1972-es nyugdíjba vonulása után is.

## Művei
- A Sárköz gazdasági és településföldrajza. Pécs, 1936
- A Sárköz természeti földrajza. Szekszárd, 1954
- Tolna megyei kalauz. Szekszárd, 1967, Tolna Megyei Idegenforgalmi Hivatal

## Emlékezete
Az Óbányai-völgyben (Kelet-Mecsek), Óbányától kb. 1,5 km-re turistaház viseli a nevét – a Tolna Megyei Természetbarát Szövetség minden év februárjában emléktúrát szervez ide.